# Lauren Jackson
Lauren Elizabeth Jackson (* 11. Mai 1981 in Albury, New South Wales) ist eine ehemalige professionelle australische Basketballspielerin. Zuletzt spielte sie in der Saison 2014/15 für die Canberra Capitals in der australischen Women’s National Basketball League auf der Position des Power Forwards und Centers. Nachdem sie in der Saison 2015/16 verletzungsbedingt keine Spiele mehr bestreiten konnte, beendete sie Anfang 2016 offiziell ihre Karriere.
Von 2001 bis 2012 war sie in der Women’s National Basketball Association (WNBA) für das Team der Seattle Storm aktiv und wurde 2020 als Spielerin in die Women’s Basketball Hall of Fame aufgenommen.

## Karriere

### Australien (1997 bis 2016)
Lauren Jackson begann ihre professionelle Basketballkarriere am Australian Institute of Sport, wo sie drei Jahre verbrachte. Ab 1999 spielte sie für die Canberra Capitals in der australischen Women’s National Basketball League (WNBL). Durch ihre guten Leistungen für die Capitals und in der Nationalmannschaft wurde sie auch von einigen WNBA-Scouts beobachtet. Nach ihrem Wechsel in die US-Liga spielte sie weiterhin während der Saisonpause der WNBA in der heimischen Liga. Zuletzt spielte sie in der Saison 2014/15 für die Canberra Capitals in der australischen WNBL. Nachdem sie in der Saison 2015/16 verletzungsbedingt keine Spiele mehr bestreiten konnte, beendete sie Anfang 2016 offiziell ihre Karriere. Insgesamt holte sie in Australien mit ihrem Team sechsmal die Meisterschaft und wurde viermal als beste Spielerin der Liga geehrt.

### WNBA (2001 bis 2012)
Lauren Jackson wurde in der WNBA Draft 2001 von den Seattle Storm an der ersten Stelle ausgewählt. Zu Beginn ihrer Karriere war Lauren Jackson vor allem für ihre offensive Spielweise bekannt, aber auch für ihre Schwäche in der Defensive. Doch auch ihr Verteidigungsspiel hat sie von Jahr zu Jahr verbessert. Dies spiegelt sich auch in ihrer Statistik wider, wo sie zu den stärksten Reboundern und Shot-blocker der gesamten Liga gehört. In der Saison 2003 wurde sie zum Most Valuable Player der Saison gewählt, was ungewöhnlich war, da Seattle es nicht in die Play-offs geschafft hatte. In der Saison 2004 führte Lauren Jackson gemeinsam mit Sue Bird die Seattle Storm zum WNBA-Titel. Jedoch wurde überraschend keine der beiden zum WNBA Finals MVP gewählt, sondern Betty Lennox. Am 25. Juli 2007 erzielte Jackson 47 Punkte im Spiel gegen die Washington Mystics und egalisierte damit den WNBA-Rekord von Diana Taurasi. Überhaupt war sie erst die fünfte Spielerin in der Geschichte der Liga, die auf mehr als 40 Punkte in einem Spiel kam. Am Saisonende wurde sie zum zweiten Mal zum MVP der Liga gekürt. Zusätzlich wurde sie neben den Ehrungen als beste Punkt-Sammlerin und beste Rebounderin der Liga auch mit dem WNBA Defensive Player of the Year Award geehrt. WNBA 2010 wurde sie mit ihrem Team zum zweiten Mal WNBA-Meisterin. Zusätzlich wurde sie in dieser Saison zum dritten Mal als MVP der Liga und ebenfalls als MVP in den WNBA-Finals geehrt. Nach einer weiteren Saison in Seattle beendete sie ihre WNBA-Karriere.
Während ihrer Zeit in den USA bestritt sie in 12 WNBA-Saisons in der regulären Saison 317 Spiele – jeweils in der Startformation – und erzielte 6007 Punkte, 2447 Rebounds und 435 Assists. In 31 Playoff-Partien (stets in der Startformation) erzielte sie 541 Punkte, 242 Rebounds und 30 Assists.
Sie wurde für ihre Leistungen in der WNBA sowohl 2006 in das aus zehn Spielerinnen bestehende WNBA All-Decade Team als auch zum 15-jährigen Jubiläum der Liga im Jahr 2011 zu den WNBA's Top 15 Players of All Time gewählt. 2021 wurde sie unter die 25 Greatest Players in WNBA History gewählt.

### Europa (2007 bis 2012)
In der Saisonpause der WNBA spielt Jackson wie viele WNBA-Spielerinnen regelmäßig in Europa. Seit dem Jahr 2007 stand sie dabei für Teams aus Russland und Spanien auf dem Platz. In beiden Ländern konnte sie mit ihren Mannschaften die nationale Meisterschaft je einmal gewinnen. Zuletzt spielte sie in der Saison 2012/13 sie für den spanischen Verein Ros Casares Valencia.

### Asien (2006 bis 2014)
In der Saisonpause der WNBA spielt Jackson auch zwei Saisons in Asien. Dabei spielte sie in der Saison 2006/07 für das südkoreanische Team von Samsung Bichumi und in der Spielzeit 2013/14 für das chinesische Team Heilongjiang.

### Nationalmannschaft (1997 bis 2013)
Lauren Jackson machte bei den Olympischen Spielen in Sydney 2000 erstmals aufmerksam auf sich, als sie Australien bis ins Finale führte, wo die Mannschaft aber an den Vereinigten Staaten scheiterte. Bei Olympia 2004 in Athen scheiterte sie erneut mit Australien an den Vereinigten Staaten im Finale. Bei den Olympischen Sommerspielen 2008 in Peking scheiterte sie abermals im Finale an den Vereinigten Staaten. Damit gewann sie bereits zum dritten Mal in Folge eine Silbermedaille bei Olympischen Spielen. Bei der Eröffnungsfeier der Olympischen Sommerspiele 2012 war sie die Fahnenträgerin der australischen Mannschaft. Diesmal endete die Veranstaltung mit einer Bronzemedaille für das australische Team um Lauren Jackson.
Die internationale Karriere begann für Lauren Jackson mit dem dritten Platz bei der Basketball-WM 1998. Auch 2002 konnte sie mit der australischen Mannschaft eine WM-Bronzemedaille gewinnen. Bei der Weltmeisterschaft 2006 führte sie als Topscorer des Turniers die australische Mannschaft zum Titelgewinn. Bei der Basketball-WM 2010 blieb sie nach Platz 5 erstmals ohne Medaille bei einer internationalen Meisterschaft.
Als letzten internationalen Titel konnte sie mit dem australischen Team die Ozeanienmeisterschaft 2013 gewinnen.
Am 16. Mai 2021 wurde bekanntgegeben, dass Jackson in die Naismith Memorial Basketball Hall of Fame aufgenommen wird.
Im August 2024 nahm Jackson im Alter von 43 Jahren an den Olympischen Sommerspielen in Paris teil und gewann mit dem australischen Team die Bronzemedaille.